# Derrike Cope

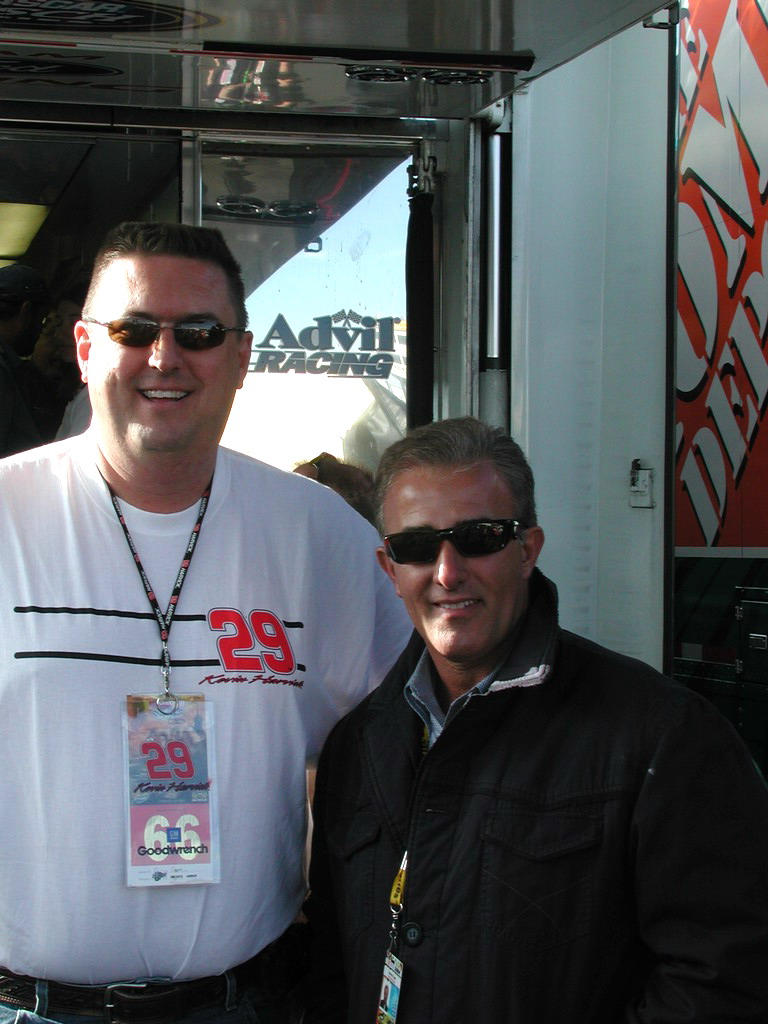
Cope (rechts) in 2004.

Derrike Cope (Spanaway (Washington), 3 november 1958) is een Amerikaans autocoureur die actief is in de NASCAR Sprint Cup, de Nationwide Series en de Camping World Truck Series. Cope won in 1990 de Daytona 500.

## Carrière
Cope debuteerde in 1982 in de Winston Cup. Hij won in deze raceklasse twee races, de Daytona 500 op de Daytona International Speedway en de Budweiser 500 op de Dover International Speedway, beiden in 1990. In 1994 won hij een race uit de Busch Series op de New Hampshire Motor Speedway. In 2010 is hij aan de slag in de Nationwide Series, voorheen de Busch Series en de Camping World Truck Series.